# Вербенська сільська рада
Вербе́нська сільська́ ра́да — орган місцевого самоврядування в Демидівському районі Рівненської області. Адміністративний центр — село Вербень. Знаходиться в південно-західній частині Демидівського району.
Ліквідована у 2018 році внаслідок об'єднання в Демидівську ОТГ.

## Загальні відомості
- Вербенська сільська рада утворена в 1944 році.
- Територія ради: 64,555 км²
- Населення ради: 1 503 особи (станом на 2001 рік)
- Територією ради протікає річка Стир.

## Населені пункти
Сільській раді підпорядковані населені пункти:
| № | Назва    | Тип  | Рік заснування | Площа км² | Населення (2001), ос. |
| - | -------- | ---- | -------------- | --------- | --------------------- |
| 1 | Вербень  | село | 1563           | 48,413    | 1141                  |
| 2 | Товпижин | село | 1240           | 16,138    | 362                   |

## Склад ради
Рада складається з 16 депутатів та голови.
- Голова ради: Рачинський Василь Володимирович
- Секретар ради: Хайковська Надія Адамівна

### Керівний склад попередніх скликань
| ПІБ                             | Основні відомості                                                         | Дата обрання | Дата звільнення |
| ------------------------------- | ------------------------------------------------------------------------- | ------------ | --------------- |
| Рачинський Василь Володимирович | Сільський голова, 1972 року народження, освіта вища, член Народної партії | 26.03.2006   | 31.10.2010      |
| Рачинський Василь Володимирович | Сільський голова, 1972 року народження, освіта вища, член Народної партії | 31.10.2010   |                 |

Примітка: таблиця складена за даними сайту Верховної Ради України

### Депутати
За результатами місцевих виборів 2010 року депутатами VI скликання стали:

#### За суб'єктами висування
| Суб'єкт висування                                       | Кількість обраних депутатів | %    |
| ------------------------------------------------------- | --------------------------- | ---- |
| Самовисування                                           | 9                           | 56,3 |
| Народна партія                                          | 4                           | 25   |
| Партія регіонів                                         | 2                           | 12,5 |
| Політична партія Всеукраїнське об'єднання «Батьківщина» | 1                           | 6,3  |

#### За округами
| № округу                                                | Прізвище, ім'я, по батькові     | Дата визнання обраним | Освіта                    | Партійна приналежність                        | Відомості про обраного депутата                  |
| ------------------------------------------------------- | ------------------------------- | --------------------- | ------------------------- | --------------------------------------------- | ------------------------------------------------ |
| Народна Партія                                          |                                 |                       |                           |                                               |                                                  |
| 9                                                       | Хом'як Лідія Олексіївна         | 03.11.2010            | Освіта вища               | член Народної партії                          | Вербенська загальноосвітня школа, директор       |
| 14                                                      | Душко Марія Василівна           | 03.11.2010            | Освіта вища               | член Народної партії                          | фельдшерсько-акушерський пункт, фельшер          |
| 15                                                      | Касянчук Надія Миколаївна       | 15.11.2010            | Освіта середня            | член Народної партії                          | Демидівське ВЗТП, продавець                      |
| 16                                                      | Віннічук Марія Михайлівна       | 03.11.2010            | Освіта середня            | член Народної партії                          | тимчасово не працює                              |
| Партія регіонів                                         |                                 |                       |                           |                                               |                                                  |
| 5                                                       | Грабовецька Катерина Семенівна  | 03.11.2010            | Освіта середня спеціальна | член Партії регіонів                          | тимчасово не працює                              |
| 13                                                      | Душко Анатолій Миколайович      | 03.11.2010            | Освіта середня            | член Партії регіонів                          | тимчасово не працює                              |
| Політична партія Всеукраїнське об'єднання «Батьківщина» |                                 |                       |                           |                                               |                                                  |
| 6                                                       | Солтис Степан Петрович          | 03.11.2010            | Освіта середня            | член Всеукраїнського об'єднання «Батьківщина» | Кременецький лісогосподарський технікум, студент |
| Самовисування                                           |                                 |                       |                           |                                               |                                                  |
| 1                                                       | Регулич Михайло Іванович        | 03.11.2010            | Освіта вища               | член Політичної партії «Наша Україна»         | Вербенська загальноосвітня школа, вчитель        |
| 2                                                       | Пилипюк Олександр Павлович      | 03.11.2010            | Освіта середня спеціальна | позапартійний                                 | приватний підприємець                            |
| 3                                                       | Грибок Світлана Миколаївна      | 03.11.2010            | Освіта вища               | позапартійна                                  | Дитячий садок с. Вербень, помічник вихователя    |
| 4                                                       | Хайковська Надія Адамівна       | 03.11.2010            | Освіта вища               | член Політичної партії «Наша Україна»         | Вербенська сільська рада, секретар               |
| 7                                                       | Семенюк Марія Олексіївна        | 15.11.2010            | Освіта вища               | позапартійна                                  | Вербенська сільська рада, головний бухгалтер     |
| 8                                                       | Гогой Сергій Васильович         | 03.11.2010            | Освіта вища               | член Української Народної Партії              | Вербенська загальноосвітня школа, вчитель        |
| 10                                                      | Гогой Володимир Дмитрович       | 03.11.2010            | Освіта вища               | член Української Народної Партії              | Вербеньська загальноосвітня школа, вчитель       |
| 11                                                      | Німчук Василь Степанович        | 03.11.2010            | Освіта вища               | позапартійний                                 | Вербенська загальноосвітня школа, вчитель        |
| 12                                                      | Романюк Олександр Володимирович | 03.11.2010            | Освіта вища               | позапартійний                                 | Вербенська загальноосвітня школа, вчитель        |

## Населення
За переписом населення України 2001 року в сільській раді мешкало 1510 осіб.

### Мова
Розподіл населення за рідною мовою за даними перепису 2001 року:
| Мова       | Відсоток |
| ---------- | -------- |
| українська | 99,60 %  |
| російська  | 0,33 %   |
| польська   | 0,07 %   |